# 明応 (大理)
明応（めいおう）は、大理国の段素英の時代に使用された元号。1006年 - 1009年   。

## 西暦との対照表
| 明応 | 元年   | 2年    | 3年    | 4年    |
| 西暦 | 1006年 | 1007年 | 1008年 | 1009年 |
| 干支 | 丙午   | 丁未   | 戊申   | 己酉   |